# کاماموناداسه
کاماموناداسه (Comamonadaceae)، خانواده‌ای بزرگ و گوناگون از باکتری‌هاست که در راستهٔ بتاپروتئوباکتریا قرار داردند. مانند همه سودومونادوتاها ، آنها گرم منفی و هوازی هستند و بیشتر گونه‌ها به روش تاژک جنبش دارند. گونه‌های این خانواده از نظر ژنتیکی به هم نزدیک‌اند، اما از دید ویژگی‌های ظاهری و رفتاری، گوناگونی بسیاری دارند و در شرایط گوناگون زیستی یافت می شوند.